# Jože Ošlaj
Jože Ošlaj, slovenski krvodajalec, * 26. oktober 1941, Puconci.
Jože Ošlaj je rekorder med slovenskimi krvodajalci; v 44. letih je kri daroval 163-krat, skupno okrog 80 litrov. Glede na zakon RS o transfuzijski medicini, ki določa starost krvodajalca na 18-65 let, je moral leta 2006 prenehati z darovanjem. Prvič je kri daroval leta 1962, zadnjič pa na svoj 65. rojstni dan. 